# ISO 3166-2:CS
کد ISO 3166-2:CS بخشی از استاندارد ایزو ۳۱۶۶ برای کشور صربستان و مونته‌نگرو است که توسط سازمان بین‌المللی استانداردسازی ISO تنظیم شده‌است این سازمان، کدهای استاندارد را برای تقسیمات کشوری (ایالت‌ها یا استان‌های) کشورهای فهرست شده در استاندارد ایزو ۳۱۶۶-۱ تعریف می‌کند.
هر کد شامل دو بخش می‌گردد که توسط علامت - جدا می‌گردند.
- بخش نخست CS که در ایزو ۳۱۶۶-۱ آلفا-۲ کد  کشور صربستان و مونته‌نگرو است.
- بخش دوم شامل یک یا دو یا سه حرف است که بیان‌کننده استان یا ایالت کشور صربستان و مونته‌نگرو می‌باشد.

این کد تا قبل از سال ۲۰۰۶ میلادی کاربرد داشت و برای بعد از جداشدن کشورهای صربستان و مونته‌نگرو این کد از فهرست حذف شد.